# Clivunella
Clivunella is een geslacht van uitgestorven weekdieren uit de klasse van de Gastropoda (slakken).

## Soorten
- Clivunella conica Gorjanović-Kramberger, 1923 †
- Clivunella elliptica Kochansky-Devidé & Slišković, 1972 †
- Clivunella katzeri (Gorjanović-Kramberger, 1909) †
- Clivunella ovata Gorjanović-Kramberger, 1923 †
- Clivunella zilchi Schütt, 1976 †